# Dacia Traiana
Dacia Traiana nebo Dacia Felix či Římská Dácie byla provincie Římské říše, již na historickém území Dácie zřídil v roce 106 císař Traianus. Zahrnovala většinu Transylvánie, Banát a Olténii a ležela na území dnešního Rumunska, s výjimkou malého úseku, jenž zasahoval na území dnešního Maďarska a Srbska. Byla organizována jako císařská provincie, čili byl to sám římský císař, který jmenoval guvernéra. Odhaduje se, že počet obyvatel provincie se pohyboval mezi 650 000 až 1 200 000 lidí. Území bylo dobyto císařem Traianem, proto byla po něm provincie též nazvána. Traianos v dáckých válkách porazil místního krále Decebala a zničil jeho království. Dákové však nebyli podrobeni zcela, řada jich odešla do Moldávie, Krišany a Maramureșe, kde mohli dále svobodně žít (historici je nazývají Svobodní Dákové - Daci liberi). V roce 119 byla provincie rozdělena do dvou částí: Dacia Superior ("Horní Dácie") a Dacia Inferior ("Dolní Dacia"; později pojmenovaná Dacia Malvensis). Mezi roky 124 a 158 byla Dacia Superior dále rozdělena na Dacia Apulensis a Dacia Porolissensis. Tyto tři provincie byly později kvůli markomanským válkám znovusjednoceny v roce 166 a byly poté známy jako Tres Daciae ("Tři Dacie"). Oblast byla ohniskem masivní římské kolonizace. Byly otevřeny nové doly a zintenzivnila se těžba rudy, vzkvétalo zemědělství, chov dobytka a obchod. Římská Dacie měla velký význam vojenský. Je známo deset římských měst, osm z nich mělo nejvyšší hodnost, jakou koloniální město mohlo mít. Ulpia Traiana Sarmizegetusa byla finančním, náboženským a legislativním centrem, kde měl své sídlo císařský prokurátor, zatímco Apulum (Alba Iulia) bylo vojenským centrem Římské Dácie. Od svého vzniku čelila provincie velkým vojenským hrozbám. Svobodní Dákové, spojenci se Sarmaty, podnikali neustálé nájezdy. Tito byli následováni dáckými Karpy a nově příchozími germánskými kmeny (Gótové, Tajfalové, Herulové a Bastarnové), které se s nimi spojily. To vše ztěžovalo římským císařům udržení provincie. Ta byla prakticky ztracena již za vlády Galliena (253–268). Aurelianus (270–275) se definitivně vzdal Římské Dácie v roce 271 nebo 275. Evakuoval své jednotky a civilní správu a založil novou provincii Dacia Aureliana s hlavním městem Serdica (dnešní Sofie) v Moesii. Osud romanizovaného obyvatelstva je sporný. Podle tradičního výkladu Aurelianus evakuoval provincii i s většinou obyvatel a prostor tak byl do značné míry deromanizován. V tom případě by se romanizovaní Dákové nepodíleli zásadním způsobem na etnogenezi současného rumunského národa, a ta by byla spjata s pozdější migrací a patrně hlavně s Valachy. Podle druhého pojetí velká část obyvatel zůstala. Pro to hovoří latinské sktruktury zachované v rumunštině. Po odchodu Římanů oblast ovládli především Hunové.